# Revival (album d'Eminem)
Pour les articles homonymes, voir Revival (homonymie).
Albums de Eminem
Southpaw OST
(2015) Kamikaze
(2018)
Singles
1. Walk on Water
Sortie : 10 novembre 2017
2. River
Sortie : 5 janvier 2018
3. Nowhere Fast
Sortie : 27 mars 2018

Revival est le neuvième album studio du rappeur américain Eminem, sorti en 2017, sur les labels Aftermath Entertainment, Shady Records et Interscope Records. Il est enregistré entre 2016 et 2017, dans plusieurs studios. La production est réalisée par Eminem et Dr. Dre. Le premier single de l'album, Walk on Water, est sorti le 10 novembre 2017. L'album est certifié disque d'or le 5 janvier 2018, un mois après sa sortie. En 2022, l’album est certifié platine aux États-Unis. Vendu à plus d'un million d’exemplaires dans le monde, il s’agit des ventes les plus faibles pour un album studio d’Eminem depuis qu’il a connu le succès avec The Slim Shady LP en 1999.

## Historique
Eminem a tout d'abord révélé qu'il travaillait sur un album. Les rumeurs concernant la date de sortie ont commencé à la fin de l'année 2016, en disant que l'album serait intitulé Success et serait publié dans le courant de janvier 2017. Une fausse liste de chansons avait également fuitée dans le même temps. Certaines rumeurs portaient sur des collaborations avec Adele, Chance the Rapper, Kid Cudi, Vince Staples et The Weeknd.
Divers articles de presse ont déclaré, après l'avoir vu dans les festivals, qu'il se serait servi de nouveaux matériaux pour réaliser son album.  
Le 10 juillet, 2 Chainz a révélé dans une interview avec DJ Drama que lui et Eminem avaient travaillé ensemble sur une chanson pour le prochain album à venir. Il a en outre mentionné que la collaboration a commencé quand un des producteurs d'Eminem, Denaun Porter, a tendu la main à 2 Chainz, et lui a demandé de re-faire un effet musical et d'ajouter d'autres effets. Initialement, 2 Chainz a décliné l'offre, affirmant qu'il préférait écrire ses propres effets, mais il a finalement acquiescé, et a rencontré Eminem : 2 Chainz a dit que la chanson finale comprenait un morceau de son.

## Promotion et diffusion

### Version initiale des rumeurs et BET Awards
En août 2017, la publication en ligne des Hits Daily Double, a annoncé qu'Eminem ferait partie de l'un des trois plus grandes sorties attendus dans le dernier trimestre de l'année, aux côtés de Sam Smith et Taylor Swift (pour sa chanson Reputation) en annonçant une date de sortie pour le 17 novembre 2017,. Le 10 octobre 2017, Eminem a fait un freestyle intitulé « The Storm » lors des BET Hip Hop Awards, critiquant l'actuel Président des États-Unis, Donald Trump. Le freestyle du rappeur a été viral sur internet, attirant des millions de vues et des centaines de milliers de « j'aime » sur YouTube en quelques semaines. Dès le 6 novembre 2017, la vidéo avait près de 38 millions de vues et 1 million de « likes ».

### Publicités
Eminem utilise vraisemblablement un faux médicament pour promouvoir son premier disque solo depuis The Marshall Mathers LP 2 en 2013. Ce médicament nommé Revival est censé traiter Atrox Rithimus, une maladie inexistante. Une traduction d'Atrox Rithimus, à partir du Latin, est « terrible rime ». Le site est également enregistré sur l'un des labels d'Eminem, Interscope Records.  

### Singles
Le 8 novembre 2017, Eminem a tweeté une photo de l'ordonnance d'un médecin avec les mots « Walk on Water, à prendre autant que besoin ». Cela a provoqué des spéculations sur le fait que le prochain single sera intitulé Walk on Water. La fausse note du médecin a été marquée avec le logo de Revival. Le 9 novembre, Paul Rosenberg a partagé une vidéo sur Instagram qui présentait le porte-parole Trevor pour la campagne Revival déclarant : « vous serez capable de Walk on Water (« Marcher sur l'Eau ») avec Revival à midi », confirmant ainsi la chanson. Le 13 novembre 2017, après une prestation de Walk on Water, Eminem est sacré « meilleur artiste hip-hop » de l'année aux MTV Europe Music Awards.
Le second single est River, en duo avec Ed Sheeran. Il est diffusé dès le 5 janvier 2018.
Le troisième single, Nowhere Fast, apparait sur les radios américaines dès le 27 mars 2018.

## Critiques
Revival reçoit à sa sortie des critiques partagées, aussi bien de la part des journalistes que des fans du rappeur. Sur Metacritic, Revival  obtient une moyenne de 50⁄100 pour 24 critiques. Don Needham du Guardian critique la production de l'album en écrivant qu'Eminem pensait peut-être que ses qualités vocales masqueraient la pauvreté de certaines chansons. Andy Gill de The Independent complimente quant à lui la qualité des thèmes abordés dans les paroles. Neil McCormick de The Daily Telegraph écrit quant à lui que Revival « représente Eminem au top de sa forme, ce qui veut dire qu'il est inarrêtable, imbattable et souvent indéfendable ». Dans Rolling Stone, on peut notamment lire « Perdu au milieu d’une œuvre bien trop grande pour son propre bien, Offended représente pourtant une des seules prises de risque musicales de Revival. Réminiscence des grandes heures d’un Slim Shady adulescent, cette sarcastique envolée est à elle-seule une raison suffisante d’écouter ce monstre musical dans son intégralité. Seul morceau véritablement dispensable, Need Me (feat. Pink) se noie au milieu de compositions certes moins marquantes, mais plus émouvantes. Cri d’amour d’Eminem à sa fille, le bouleversant « Arose » se pose quant à lui en conclusion idéale d’un album brillant principalement par son honnêteté. [...] Une chose est claire : Eminem a changé son fusil d’épaule. Que ça plaise ou non à ses fans, l’artiste semble avoir fait le deuil de son statut d’outsider clivant, lui préférant celui d’icône d’une musique – oserait-on le dire – populaire, tout aussi discutable. Moins mordant dans son instrumentation mais toujours aussi dévastateur dans ses textes, le rappeur semble vouloir faire la musique qui lui plaît avec les gens qu’il apprécie. Tant mieux pour lui, et mis à part quelques bémols, tant mieux pour nous ».
En France, Guillaume Paret écrit notamment dans Le Point « Après une campagne de communication délirante, c'est la douche froide, le nouvel album de Marshall Mathers (son vrai nom) s'avère très décevant. [...] Revival fait partie d'une trilogie sans éclat, avec Relapse (2009) et Recovery (2010), deux albums très « commerciaux ». Eminem semble malheureusement à court d'inspiration. Sur ce nouvel album, il donne l'impression de se perdre dans un mélange incohérent de productions trop éclectiques. ». Dans Les Inrockuptibles, on peut notamment lire sous la plume de Maxime Delcourt « De Walk On Water à Arose, le MC souhaite ici s’ouvrir à d’autres univers, entamer des collaborations surprenantes (Ed Sheeran, Pink, Skylar Grey) et réunir tout le monde, les amateurs de rap comme ceux qui n’en écoutent pas. Pourquoi pas. Le problème, au fond, c’est qu’il se laisse griser par une ambition pop mal maitrisée, ajoute des sons qui alourdissent le propos et entrainent l’album sur des chemins confus ».

## Liste des titres
| 1.    | Walk on Water (featuring Beyoncé)      | - Marshall Mathers - Holly Hafermann - Beyoncé Knowles                                                                                              | - Rick Rubin - Skylar Grey (co.)                 | 5:04 |
| 2.    | Believe                                | - Mathers - Luis Resto - Mark Batson - Mike Strange                                                                                                 | - Eminem - Luis Resto (add.) - Mr. Porter (add.) | 5:15 |
| 3.    | Chloraseptic (featuring Phresher)      | - Mathers - Denaun Porter - Erick Sermon - Parrish Smith                                                                                            | Mr. Porter                                       | 5:01 |
| 4.    | Untouchable                            | - Mathers - Emile Haynie - Batson - Porter - Tommy Chong - Gaye Delorme - Richard Marin - Duval Clear - Andre Brown - Tyrone Kelsie - Eric McIntosh | - Eminem - Batson - Haynie - Mr. Porter          | 6:10 |
| 5.    | River (featuring Ed Sheeran)           | - Mathers - Haynie - Ed Sheeran | Haynie                                           | 3:41 |
| 6.    | Remind Me (intro)                      | - Andre Young - Theron Feemster - Trevor Lawrence                                                                                                   | - Dr. Dre - NEFF-U - Lawrence                    | 0:26 |
| 7.    | Remind Me                              | - Mathers - Jerry Mamberg - Allan Sachs - Jesse Bonds Weaver, Jr. - Matt Dike - Luther Rabb - James Walters - Marvin Young                          | Rick Rubin                                       | 3:45 |
| 8.    | Revival (interlude)                    | - Mathers - Alice Lemke - Bryan Frizel - Aaron Kleinstub - Regina Spektor                                                                           | - Frequency - Aalias                             | 0:51 |
| 9.    | Like Home (featuring Alicia Keys)      | - Mathers - Hafermann - A. Jackson - Justin Smith - Paul Rosenberg - Resto - Alicia Augello-Cook                                                    | - Just Blaze - Eminem (co.)                      | 4:05 |
| 10.   | Bad Husband (featuring X Ambassadors)  | - Mathers - Alexander Grant - Resto - Sam Harris | - Alex da Kid - Eminem (co.)                     | 4:47 |
| 11.   | Tragic Endings (featuring Skylar Grey) | - Mathers - Hafermann - Grant | Alex da Kid                                      | 4:12 |
| 12.   | Framed                                 | - Mathers - Farid Nassar - David John Byron - Kenneth William Hensley                                                                               | - Fredwreck - Eminem (co.)                       | 4:13 |
| 13.   | Nowhere Fast (featuring Kehlani)       | - Mathers - Batson - Antonina Armato - Timothy James Price - Chauncey Hollis - T. Armato Sturges                                                    | - Rock Mafia - Hit-Boy                           | 4:24 |
| 14.   | Heat                                   | - Mathers - Darryl McDaniels - Joseph Simmons - Larry Smith - Adam Horovitz                                                                         | Rick Rubin                                       | 4:10 |
| 15.   | Offended                               | - Mathers - R. Fraser - Charles Bradley - Thomas Brenneck - David Guy - Leon Michels                                                                | - iLLa Da Producer - Eminem (co.)                | 5:20 |
| 16.   | Need Me (featuring Pink)               | - Mathers - Hafermann - J. Ingoldsby - Grant | Alex da Kid                                      | 4:25 |
| 17.   | In Your Head                           | - Mathers - Dolores O'Riordan - Marc Shemer | Scram Jones                                      | 3:02 |
| 18.   | Castle                                 | - Mathers - Khalil Abdul-Rahman - Pranam Injeti - Erik Alcock - Liz Rodrigues                                                                       | DJ Khalil                                        | 4:14 |
| 19.   | Arose                                  | - Mathers - Barry White - Amanda McBroom | Rick Rubin                                       | 4:34 |
| 77:39 |                                        | |                                                  |      |

Notes
- Remind Me contient des chœurs de Mr. Porter.
- Revival (interlude) contient des voix d'Alice and the Glass Lake.
- Offended contient des voix de Kent Jones.
- Castle contient des voix de Liz Rodrigues.

## Samples
- Chloraseptic contient des éléments de It's My Thing, écrit par Erick Sermon et Parrish Smith et interprété par EPMD.
- Untouchable contient des samples de Earache My Eye, written by Tommy Chong, Gaye Delorme, Richard Marin et interprété par Cheech & Chong et de Born to Roll, écrit par Duval Clear, Andre Brown, Tyrone Kelsie et Eric McIntosh et interprété par Masta Ace Incorporated.
- Remind Me contient des samples de I Love Rock 'n' Roll, écrit par Alan Merrill, Jake Hooker et interprété par Joan Jett & the Blackhearts ; de P.S.K. What Does It Mean?, écrit et interprété par Schoolly D et de Bust a Move, écrit par Matt Dike, Luther Rabb, James Walters et Marvin Young et interprété par Young MC.
- Revival (interlude) contient des éléments de Human of the Year, écrit et interprété par Regina Spektor.
- Framed contient des samples de Pilgrim, écrit par David John Byron et Kenneth William Hensley et interprété par C&K Vocal.
- Heat contient des samples de King of Rock, écrit par Darryl McDaniels, Joseph Simmons et Larry Smith et interprété par Run–DMC et de Girls, écrit par Adam Horovitz et Rick Rubin et interprété par les Beastie Boys.
- Offended contient des samples de In You (I Found a Love), écrit par Charles Bradley, Thomas Brenneck, David Guy et Leon Michels et interprété par Charles Bradley.
- In Your Head contient des samples de Zombie, écrit par Dolores O'Riordan et interprété par The Cranberries.
- Arose contient des samples de I'm Gonna Love You Just a Little More Baby, écrit et interprété par Barry White, de The Rose, écrit par Amanda McBroom et interprété par Bette Midler et de Do The Funky Penguin interprété par Rufus Thomas.

## Crédits
N.B. : informations incluses dans le livret accompagnant l'album
- Eminem : artiste principal, producteur (2, 4), mixage (5, 9), coproducteur (9, 10, 11, 15)
- Rick Rubin : producteur exécutif de l'album, producteur et scratchs (1, 7, 14, 19)
- Skylar Grey : auteure-coproductrice (1), piano (1), voix additionnelles (4), chant (11), production vocale (11, 16)
- Beyoncé : chant (1)
- Mike Strange : enregistrement, mixage (2, 3, 4, 5, 9, 12, 13, 15, 17, 18), claviers (2), guitare additionnelle (10)
- Joe Strange : enregistrement
- Mark Batson : producteur (4), claviers (2, 4), percussions (4), guitare et basse (4), claviers additionnels (11, 13)
- The Section Quartet : cordes (1)
- Luis Resto : production additionnelle (2), claviers (2), claviers additionnes (9)
- Mr. Porter : producteur (3, 4), production additionnelle (2), programmation additionnelle (2, 16), claviers (4), percussions (4), chœurs (7)
- Manny Marroquin : mixage (1, 10, 11, 16)
- Emile Haynie : producteur (4, 5), claviers (4), percussions (4)
- Phresher : rap (3)
- Ed Sheeran : chant (5)
- Dr. Dre : producteur (6), producteur exécutif de l'album, mixage (6, 7, 14)
- Theron Feemster : producteur (6)
- Trevor Lawrence, Jr. : producteur (6)
- Jason Lader : programmation des percussions et synthétiseurs et/ou guitares et cordes (7, 14, 19), enregistrement (14, 19)
- Frequency : producteur et enregistrement (8)
- Aalias : producteur et enregistrement (8)
- Alice & the Glass Lake : voix (8)
- Alicia Keys : chant (9)
- Just Blaze : producteur (9)
- Alex da Kid : producteur (10, 11, 16)
- X Ambassadors : chant (10)
- J Browz : guitare et basse additionnelles (11, 16)
- FredWreck : producteur (12), claviers, guitare et basse (12)
- Kehlani : chant (13)
- Rock Mafia : producteur (13)
- Hit-Boy : producteur (13)
- Cameron Stone : violoncelle (13)
- Illadaproducer : producteur (15)
- Kent Jones : voix additionnelles (15)
- Pink : chant (16)
- Scram Jones : producteur (17)
- DJ Khalil : producteur et programmation (18)
- Chin Injeti : guitare et basse (18)
- Erik Alcock : guitare (18)
- Liz Rodrigues : voix additionnelles (18)
- Brian « Big Bass » Gardner : mastering
- Craig McDean : photographies
- Mike Saputo : artwork

## Classements  et certifications
| Classement (2017-2018)              | Meilleure position |
| ----------------------------------- | ------------------ |
| Allemagne (Media Control AG)        | 2                  |
| Australie (ARIA)                    | 1                  |
| Autriche (Ö3 Austria Top 40)        | 2                  |
| Belgique (Flandre Ultratop)         | 6                  |
| Belgique (Wallonie Ultratop)        | 20                 |
| Canada (Canadian Albums)            | 1                  |
| Danemark (Tracklisten)              | 2                  |
| Écosse (OCC)                        | 2                  |
| Espagne (Promusicae)                | 18                 |
| États-Unis (Billboard 200)          | 1                  |
| États-Unis (Top R&B/Hip-Hop Albums) | 1                  |
| Finlande (Suomen virallinen lista)  | 1                  |
| France (SNEP)                       | 7                  |
| Grèce (IFPI)                        | 19                 |
| Hongrie (Mahasz)                    | 14                 |
| Irlande (IRMA)                      | 3                  |
| Italie (FIMI)                       | 7                  |
| Norvège (VG-lista)                  | 1                  |
| Nouvelle-Zélande (RIANZ)            | 3                  |
| Pays-Bas (Mega Album Top 100)       | 1                  |
| Pologne (ZPAV)                      | 17                 |
| Portugal (AFP)                      | 9                  |
| Tchéquie (IFPI)                     | 15                 |
| Royaume-Uni (UK Albums Chart)       | 1                  |
| Royaume-Uni (R&B Albums)            | 1                  |
| Suède (Sverigetopplistan)           | 2                  |
| Suisse (Schweizer Hitparade)        | 1                  |

| Classement (2017)              | Meilleure position |
| ------------------------------ | ------------------ |
| Australie (ARIA)               | 21                 |
| Allemagne (Offizielle Top 100) | 67                 |
| Italie (FIMI)                  | 97                 |
| Royaume-Uni (UK Albums - OCC)  | 20                 |

| Pays                    | Certification | Ventes/Streams |
| ----------------------- | ------------- | -------------- |
| Allemagne (BVMI)        | Or            | 100 000        |
| Australie (ARIA)        | Platine       | 70 000         |
| Autriche (IFPI)         | Or            | 7 500          |
| Canada (Music Canada)   | Platine       | 80 000         |
| Danemark (IFPI)         | Platine       | 20 000         |
| États-Unis (RIAA)       | Platine       | 1 000 000      |
| France (SNEP)           | Platine       | 100 000        |
| Italie (FIMI)           | Or            | 25 000         |
| Norvège (IFPI)          | Platine       | 20 000         |
| Nouvelle-Zélande (RMNZ) | Or            | 7 500          |
| Royaume-Uni (BPI)       | Platine       | 300 000        |